# DS湯けむりサスペンスシリーズ フリーライター 橘 真希 「洞爺湖・七つの湯・奥湯の郷」取材手帳
『DS湯けむりサスペンスシリーズ フリーライター 橘 真希 「洞爺湖・七つの湯・奥湯の郷」取材手帳』（ディーエスゆけむりサスペンスシリーズ フリーライター たちばな まき とうやこ ななつのゆ おくゆのさと しゅざいてちょう）は、2008年4月24日に発売されたニンテンドーDS用ソフト。

## 概要
ゼンリンとしては、初のニンテンドーDS用ゲームソフトとして発売された。実在する温泉地を舞台に登場人物と建物などが実写で構成されており、地図メーカーならではのリアルな地図を元にストーリーが展開していくのが特徴。
ゲームクリア後は、メニューに「真希の取材手帳」という項目が表示され、各温泉地の観光グルメガイドとして利用できるつくりになっている。

## 構成

### 第一章
- 兵庫県の城崎温泉

サブタイトル「七つの湯・城崎・死の誘い・ミステリーツアー」
このゲームの主人公である、橘真希を中心とした物語。橘の上司にあたる編集長から突然、取材に行ってくれと言われ赴くことになる。

### 第二章
- 北海道の洞爺湖温泉

サブタイトル「彷徨う魂・洞爺湖・悲しみの記憶」
カメラマンの木村聡美を中心とした物語。毎回、夢に出現する、とある少年を探しに行く話。
編集長や真希たちと次の取材先の会議をしている最中、夢に出てくる少年が持っていたある物を見せられ、それが北海道の産物だと分かり、さらには夢の背景が洞爺湖だと判明し、半ば強引に取材先を洞爺湖に決定させる。

### 第三章
- 大分県の由布院温泉

サブタイトル「朝霧に消える闇・湯布院・幻想迷宮」
モデルの青木友梨を中心とした話。仕事で訪れることとなる。唯一、BAD ENDが存在する。

### キャスト
- 佐多あゆみ（橘真希役）1～3話
- 斎藤麻衣（木村聡美役）1～3話
- 小林成美（青木友梨役）1～3話
- 湊正浩（ハニワダ役）1～3話
- 中村由希江（九十九里悦子役）1～3話
- 武田修（清水刑事役）1～3話
- 佐々木幸雄（河合刑事役）1～3話
- 高橋義治（塩谷役）1話
- 平田麻由美（大田原役）1話
- 高橋怜央（中迫陽明役）2話
- 喜多二郎（中迫開明役）2話
- 清水夏美（中迫良子役）2話